# Frank Turner
Francis Edward "Frank" Turner (Manama, Barém, 28 de dezembro de 1981) é um cantor e compositor inglês, do gênero folk/punk.
Iniciou a carreira como vocalista da banda Million Dead, iniciando uma carreira a solo em 2005, após o final da banda. Nas suas atuações ao vivo e em estúdio, é acompanhado pela banda The Sleeping Souls, composta por Ben Lloyd (Guitarra, Bandolim), Tarrant Andersan (Baixista), Matt Nasir (Piano, Bandolim) e Nigel Powell (Bateria).
O artista venceu os prémios de Melhor Atuação Ao Vivo e Artista Mais Esforçado da Association of Independent Music, em 2011.
Frank Turner editou oito albums a solo, três compilações, um album split e cinco EPs. O último trabalho de estúdio, No Man's Land, foi lançado em 16 de agosto de 2019 e foi o quarto album consecutivo do artista a atingir o TOP 3 britânico, atingindo a 2ª posição.